# Mastaba M17
Mastaba M17 je starověká egyptská mastaba z období počátku 4. dynastie. Nachází se na meidumském pohřebišti poblíž pyramidy v Meidumu . Neví se, kdo byl v mastabě pohřben

## Popis
Mastaba M17 se nachází severně od Meidumské pyramidy ~120m od její paty, zaujímá plochu ~100 x 50 m2. Byla postavena z pálených cihel a překryta hromadou vápencových úlomků, patrně z trosek či pozdější přestavby pyramidy. V roce 1882 se Gaston Maspero  pokoušel nalézt vstup do mastaby, avšak neúspěšně. Teprve Petrie (1890-91) odkryl na severní straně vchod a vstup do čtvercové chodby  vysoké ~5 m s točitým schodištěm, překryté megalitickými bloky až do hloubky ~14,5 m. Na dně jámy byla odkryta pohřební komora, pokrytá omítkou. V komoře se nacházel masivní sarkofág z tvrdé asuánské žuly s odhadovanou hmotností ~8,5 t a překrytý víkem ~3,5 t. Uvnitř se našly zachované kosti, neobvykle jednotlivě zabalené a opět uložené do tvaru mumie. Petrie pozůstatky vyzvedl a odeslal do Londýna k dalšímu zkoumání. Nicméně během II. světové války byl depozit při bombardování zničen. V komoře ani na sarkofágu nebyl žádný nápis či značka, takže identita pohřbeného zůstává v temnotě historie. Nicméně  M.Lehner uvádí, že se vlastně nejedná o hrobku ale kenotaf

## Epilog
Datace stavby mastaby M17 je nejistá, nicméně M.Lehner  uvádí, že byla součástí stavby původní stupňovité meidumské pyramidy z 3. dynastie (Hunej ?), ke které se později po stavbách pyramid v Dahšúru Snofru vrátil, provedl opravy a pyramidu nechal obložit vápencovými bloky. Na mastabě M17 navršené vápencové úlomky pak mohly pocházet z těchto stavebních úprav, a to až po dokončení staveb v Dahšúru.

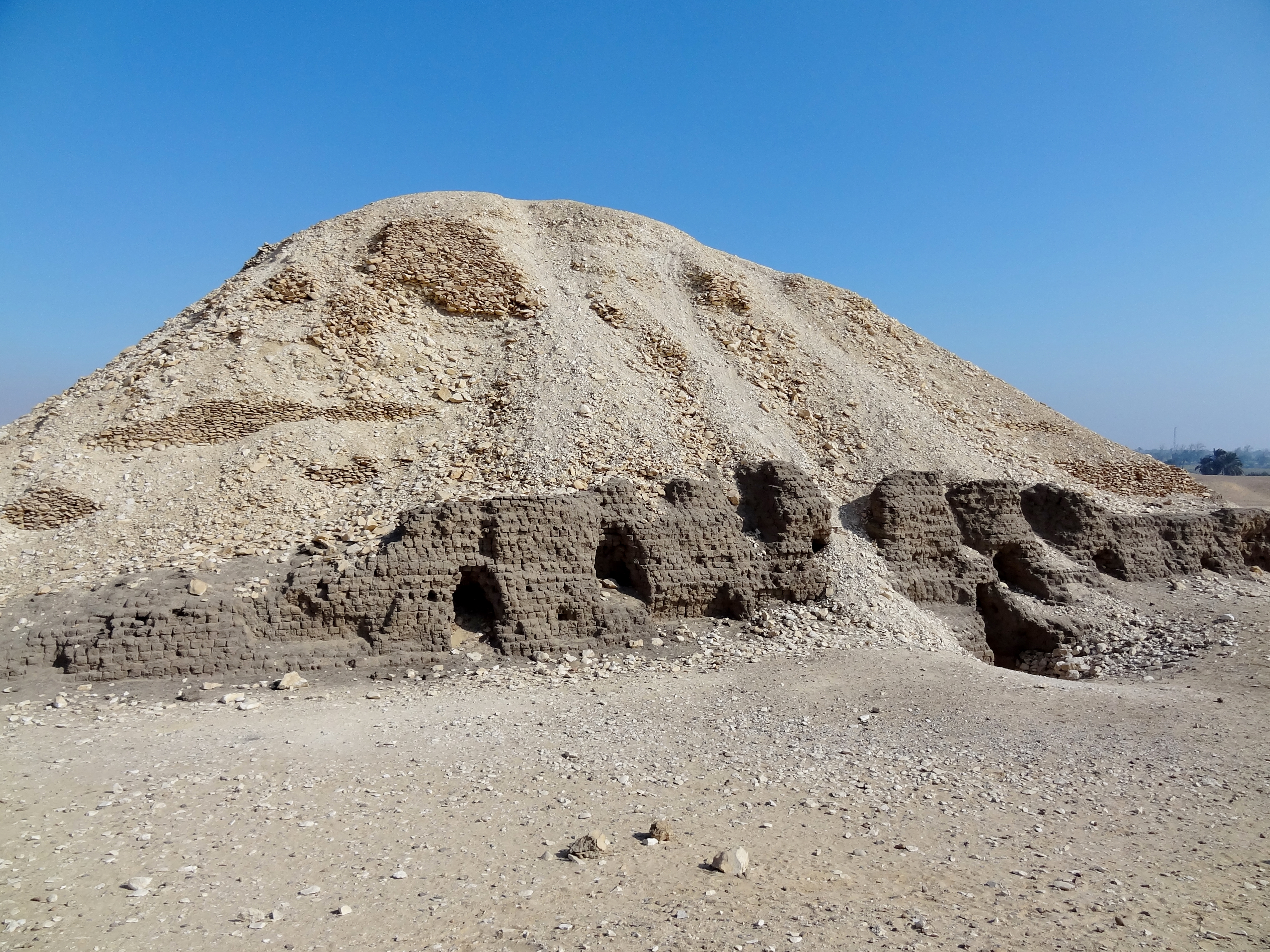
Mastaba  s navršením odštěpky vápence na původní cihlový základ
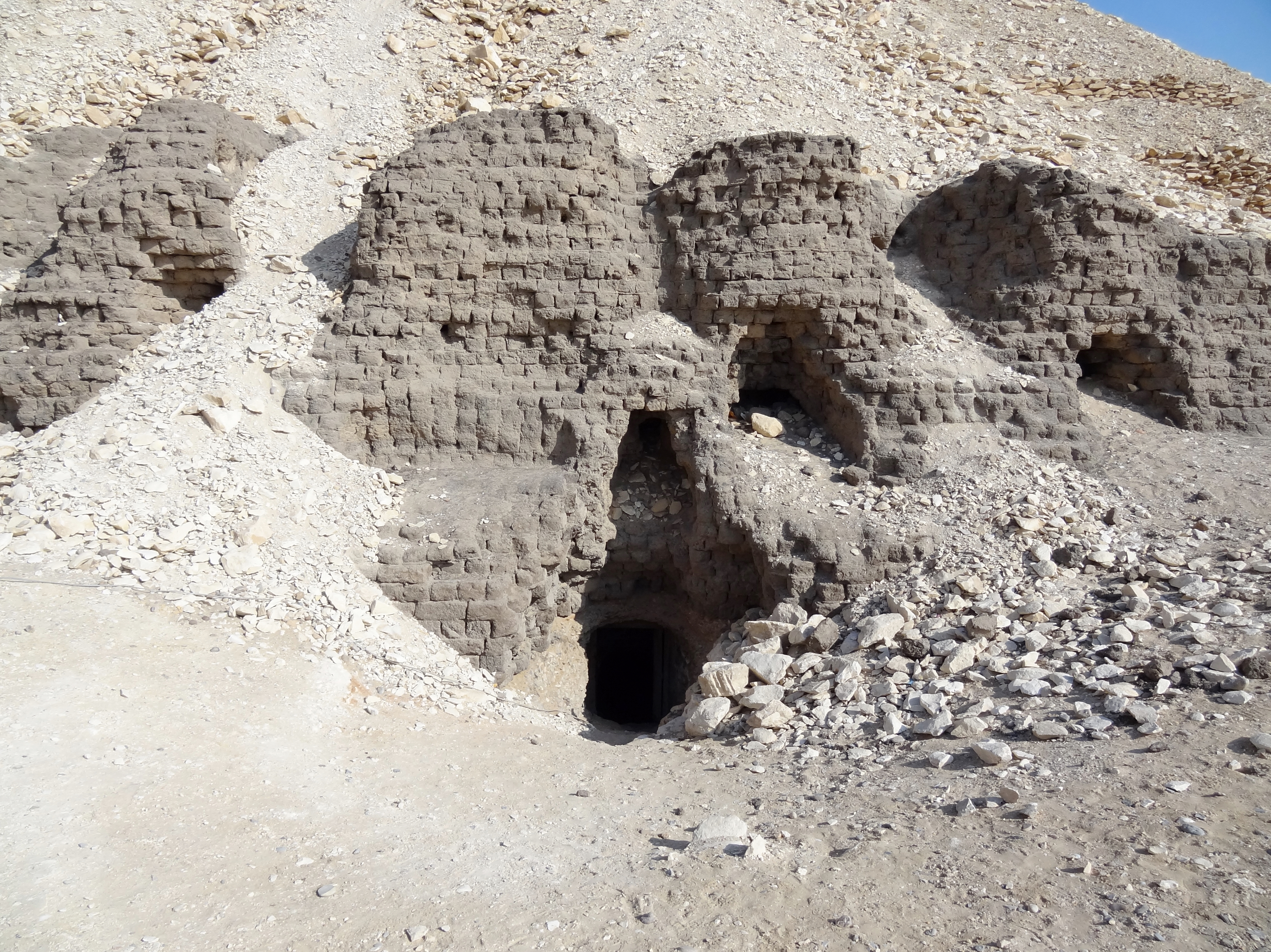
Odkrytý vstup na severní straně
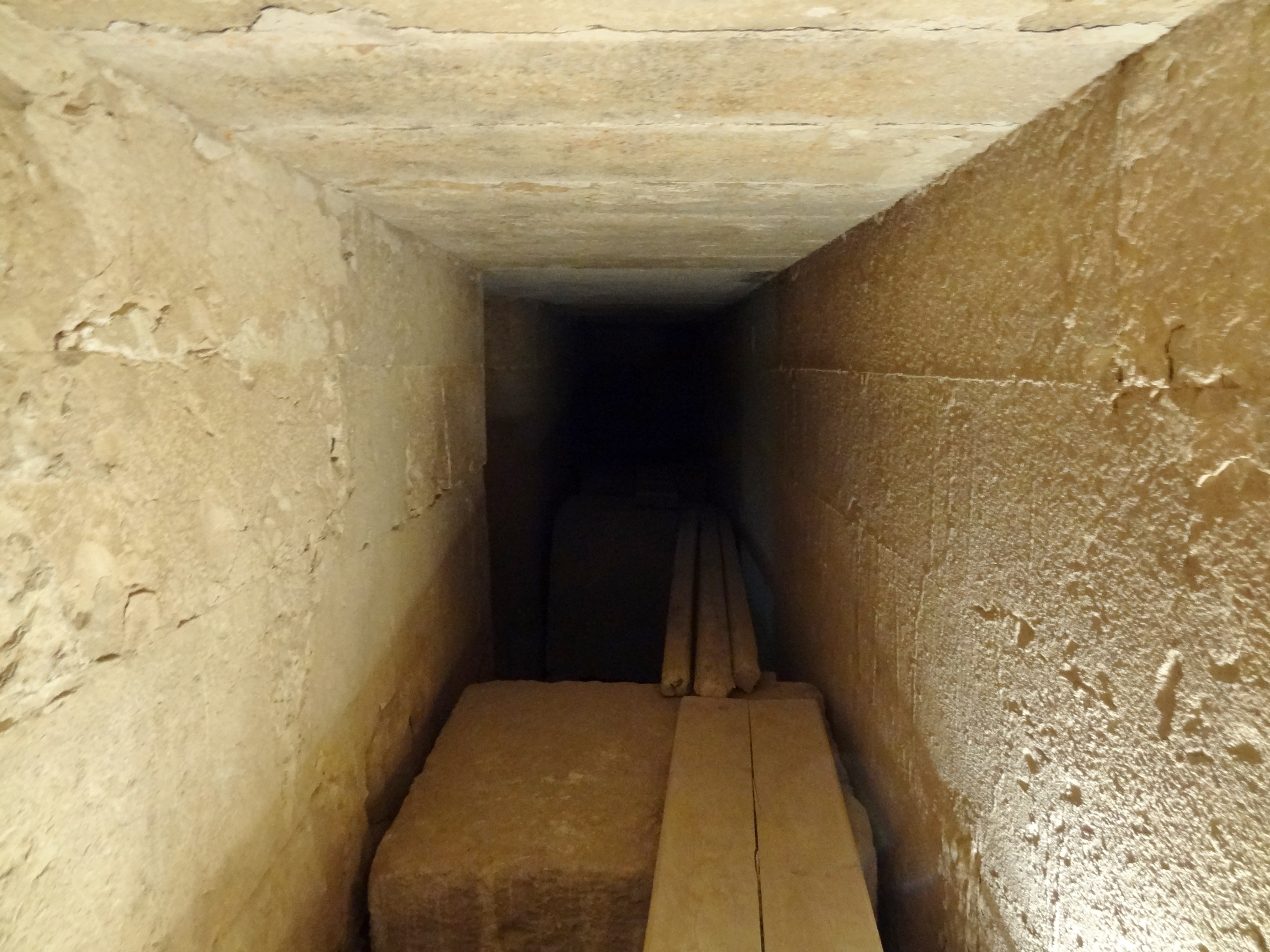
Chodba do pohřební komory
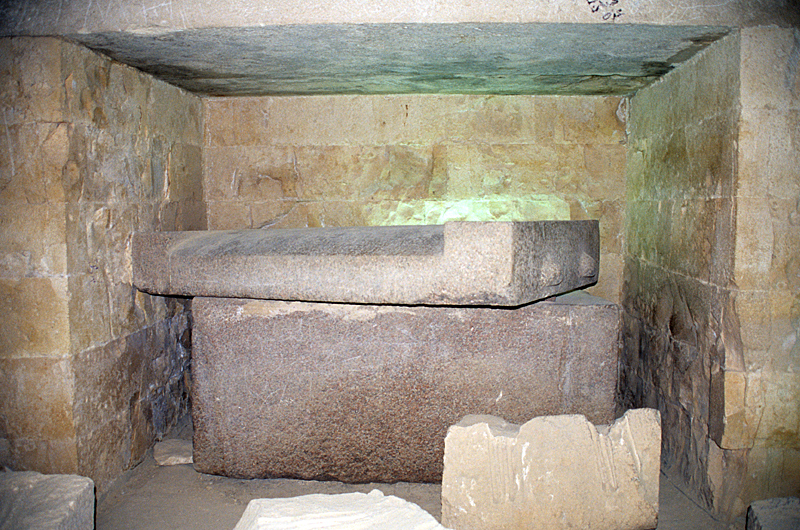
Sarkofág z asuánské žuly